# 富谷隕石
富谷隕石（とみやいんせき）は、1984年8月22日、宮城県富谷市（当時は富谷町）に落下した隕石である。
発見者がパチッという激しい音が聞こえたので外を見ると、濡れ縁に干してあった洗濯物の上に黒い小さな石が落ちてきたという。近所を探すと隣家の物置の屋根の上にもう1個の黒い石を発見した。重さは前者が19.2g、後者8.3gで、2個を合わせて重量は27.5gであった。衝撃音や光は目撃されておらず、落下直後は生臭いにおいがしたという証言がある。上空で多数の破片に割れたと考えられているが、他の破片は発見されていない。
H4、H5に分類される普通コンドライトである。2000年までに日本で発見された隕石としては、1849年に長崎県福江市に落下した鉄隕石である福江隕石の8gについで最も小規模な隕石である。国立科学博物館に保管されている。